# Dan K. Moore

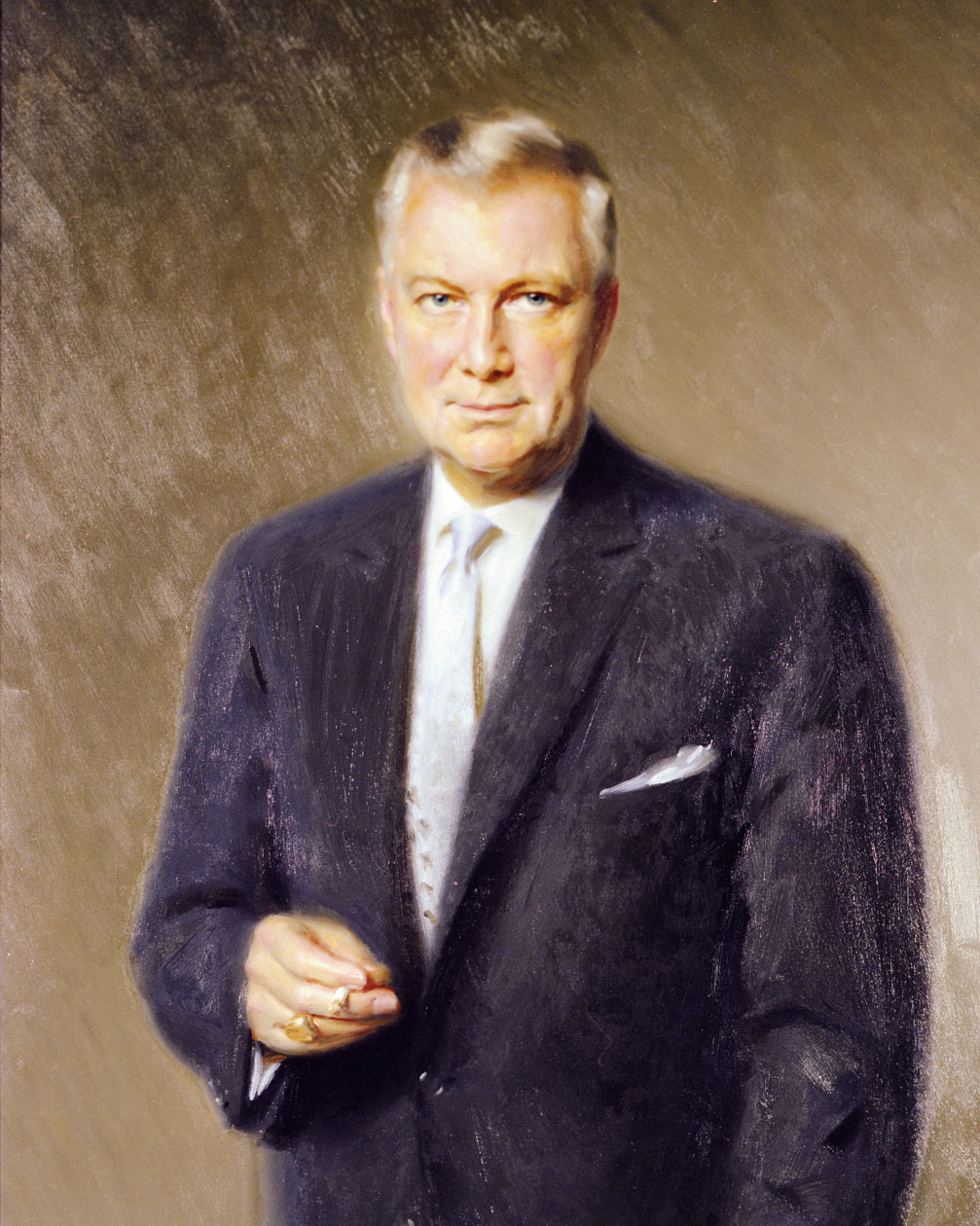
Dan K. Moore

Daniel Killian „Dan“ Moore (* 2. April 1906 in Asheville, North Carolina; † 7. September 1986 in Raleigh, North Carolina) war ein US-amerikanischer Jurist und Politiker (Demokratische Partei) und der 66. Gouverneur des Bundesstaates North Carolina.

## Frühe Jahre und politischer Aufstieg
Dan Moore wuchs in Sylva auf und besuchte dort die örtlichen Schulen. Anschließend ging er an die University of North Carolina, wo er Wirtschaft und Jura studierte. Nach seiner Zulassung als Anwalt im Jahr 1929 eröffnete er in Sylva eine Kanzlei. Außerdem wurde er dort Bezirksstaatsanwalt. 1941 wurde er in das Repräsentantenhaus von North Carolina gewählt. Während des Zweiten Weltkrieges diente er in einer medizinischen Einheit der US Army in Europa. Im Jahr 1948 wurde er von Gouverneur R. Gregg Cherry zum Richter am Obergericht von North Carolina ernannt. Dieses Amt behielt er für die nächsten zehn Jahre. Danach arbeitete er bei einer privaten Firma (Champions Paper Inc.) und stieg dort schnell in die Führungsetage auf.

## Gouverneur von North Carolina
Im Jahr 1964 wurde Moore von seiner Partei für das Amt des Gouverneurs nominiert und anschließend auch mit 56,6 Prozent der Stimmen gegen den Republikaner Robert L. Gavin gewählt. Seine Amtszeit begann am 1. Januar 1965 und endete vier Jahre später am 1. Januar 1969. In dieser Zeit erhielten die Lehrer in North Carolina die höchste Gehaltserhöhung in der Geschichte des Staates. Darüber hinaus wurden die Leihgebühren für Schulbücher an den Schulen abgeschafft. Außerdem wurde das Straßennetz ausgebaut. Der Gouverneur setzte sich für ein friedliches Zusammenleben der Rassen in North Carolina ein. Gleichzeitig wurde ein Berufungsgericht ins Leben gerufen. Ein anderes Unterfangen des Gouverneurs war es, Industriebetriebe von außerhalb nach North Carolina zu locken beziehungsweise heimische Betriebe zur Erweiterung ihrer Betriebe zu bewegen. Das brachte dem Staat einen starken wirtschaftlichen Aufschwung.

## Weiterer Lebensweg
Nach Ablauf seiner Amtszeit betätigte er sich in Raleigh als Anwalt. Bei der Democratic National Convention im August 1968 in Chicago gehörte er zu den Kandidaten für die Präsidentschaftsnominierung. Im folgenden Jahr wurde er von Robert W. Scott, seinem Nachfolger im Gouverneursamt, als Richter an den Obersten Gerichtshof (Supreme Court) des Staates berufen. Diese Funktion übte er bis 1978 aus. Danach war er wieder Rechtsanwalt. Dan Moore starb im September 1986.